# شرداگ
شرداگ (انگلیسی: Sherdog) یک پایگاه اینترنتی آمریکایی است که به‌طور تخصصی به هنرهای رزمی ترکیبی (MMA) می‌پردازد.
شرداگ از وبگاه‌های زیرگروه و وابسته به «شبکه اینترنتی کِریوآنلاین» است و مطالب و اخبار مربوط به هنرهای رزمی ترکیبی را برای شبکهٔ اینترنتی ای‌اس‌پی‌ان تأمین می‌کند.
این وبگاه، نخستین بار توسط عکاس آمریکایی «جف شِروود» (ملقب به شِرداگ) در سال ۱۹۹۷ میلادی بنیان نهاده شد و سپس مطالبش با کمک «گَرِت پو» بهبود یافت.
شرداگ اخبار مرتبط با هنرهای رزمی ترکیبی، رکوردهای رزمی‌کاران، اعلان‌ها و خلاصه‌وقایعِ این رشته‌ها، گفتگو با ورزشکاران و داوران، تالارهای گفتگوی کاربران اینترنتی و رده‌بندی رزمی‌کاران بر حسب سبک و وزن را در بر می‌گیرد و یک برنامه رادیویی اختصاصی نیز دارد.

## ثبت رکورد
- وبگاه رسمی